# ナーイーン語
ナーイーン語（ナーイーンご）は、インド・ヨーロッパ語族インド・イラン語派のイラン語群西イラン語群北西イラン語群に属す言語である。ビヤバナク語とも呼ばれる。エスファハーン州のナーイーンで話されている。方言としてアラナク語がある。フール語は方言として扱われることもあるが基本的に別系統の言語とされる。

## 語彙
| 意味   | ナーイーン語 | 意味   | ナーイーン語 |
| ------ | ------------ | ------ | ------------ |
| 大麦   | ya           | 水     | ow           |
| 母     | mar          | 父     | pey          |
| 街     | šar          | 女     | jen          |
| 手     | zast         | 顔     | dim          |
| 鼻     | lonj         | 男の子 | pur          |
| 女の子 | det          | 雌鶏   | kark         |